# 1865 en santé et médecine
| Années de la santé et de la médecine : 1862 - 1863 - 1864 - 1865 - 1866 - 1867 - 1868    |
| Décennies de la santé et de la médecine : 1830 - 1840 - 1850 - 1860 - 1870 - 1880 - 1890 |

Cet article présente les faits marquants de l'année 1865 en santé et médecine.

## Événements
- 11 avril : Louis Pasteur dépose un brevet pour un procédé de conservation du vin par chauffage, généralisé en procédé de pasteurisation.
- 13 mai : Georges Clemenceau obtient le doctorat en médecine avec une thèse intitulée De la génération des éléments anatomiques, sous la direction de Charles Robin, un matérialiste ami d'Auguste Comte.
- Jean-Antoine Villemin (1827-1892) démontre que la tuberculose est une maladie contagieuse[1].
- Le terme de « thalassothérapie » apparaît pour la première fois, dans le titre de la thèse de doctorat de Joseph La Bonnardière[2],[3].

## Publication
- Parution de l'Introduction à la médecine expérimentale, de Claude Bernard.

## Naissances
- 28 mars : Bronia Dluska (morte en 1939), médecin polonais, sœur de Marie Curie.
- 13 juillet : Gérard Encausse dit Papus (mort en 1916), médecin et occultiste français, cofondateur de l'Ordre martiniste.
- 18 octobre : Arie de Jong (mort en 1957), médecin et volapükiste néerlandais.
- 6 novembre : William Leishman (mort en 1926), médecin militaire écossais.
- 4 décembre : Edith Cavell (morte en 1915), infirmière britannique.
- 10 décembre : Édouard Toulouse (mort en 1947), psychiatre et journaliste français.

## Décès
- 18 avril : Léon Dufour (né en 1780), médecin et naturaliste français.
- 24 avril : Edmond-Léonce Hiffelsheim (né en 1827), médecin français, connu pour ses recherches sur l'électrothérapie.
- 11 août : Philippe Buchez (né en 1796), médecin, homme politique, historien et sociologue français, fondateur du journal L'Atelier.
- 13 août
  - Frédéric Koch (né en 1786), pharmacien allemand.
  - Ignace Semmelweis (né en 1818), obstétricien austro-hongrois.
- 29 août : Robert Remak (né en 1815), embryologiste, physiologiste et neurologue allemand.
- 2 septembre : John Macadam (né en 1827), médecin et chimiste australien.